# Euphyia artemas
Euphyia artemas là một loài bướm đêm trong họ Geometridae.